# قائمة الجماعات المسلحة في الحرب الأهلية الليبية
شارك عدد من الجماعات المسلحة في الحرب الأهلية الليبية.

## الحرب الأهلية الليبية الثانية (2014 – 2020)
| مجلس النواب الليبي موالو القذافي وحلفاؤهم | المجلس الرئاسي وحلفاؤه | المؤتمر الوطني العام وحلفاؤه | تنظيم الدولة الإسلامية (داعش) تنظيم القاعدة جماعات سلفية جهادية أخرى وحلفاؤهم |
| --- | --- | --- | --- |
| الحكومة الليبية المؤقتة (مقرها طبرق) - الجيش الوطني الليبي - القوات البرية الليبية - مديرية أمن بنغازي - كتيبة تاجوراء - القوات الجوية الليبية (جزء منها) - كتيبة ثوار طرابلس - قوات الصاعقة - حركة العدل والمساواة (من 2016) المجموعات المتحالفة: - مرتزقة (مزعوم) - تحالف القوى الوطنية - شركات عسكرية خاصة روسية مصر (مشاركة محدودة) - القوات البرية المصرية - القوات الجوية المصرية الإمارات العربية المتحدة (مشاركة محدودة) - قوة دفاع الاتحاد مدعوم من: - فرنسا - قيادة العمليات الخاصة - المديرية العامة للأمن الخارجي - روسيا - سبيتسناز جي آر يو - السعودية - تشاد - بيلاروسيا - الولايات المتحدة (حتى 2016) - الجزائر (حتى 2018) - المملكة المتحدة ( حتى 2016) - الأردن ( حتى 2016) موالو القذفي - اللواء 93 - المقاومة الخضراء - ميليشيات ورشفانة - الجبهة الشعبية لتحرير ليبيا | حكومة الوفاق الوطني (منذ 2016) - الحرس الرئاسي - كتائب مصراتة - حرس المنشآت النفطية - قوات البحرية الليبية - قوة الأمن المركزي فرع أبو سليم المجموعات المتحالفة: - ميليشيات الطوارق - ميليشيات التبو - لواء الزنتان - كتيبة الصواعق - كتيبة القعقاع - كتيبة المدني*ميليشيا فجر ليبيا - مجلس مصراتة العسكري - وزارة الداخلية - البنيان المرصوص - إقليم برقة - مرتزقة (مزعوم) - مجلس صبراتة العسكري/كتيبة ثوار صبراتة الولايات المتحدة (منذ 1 أغسطس 2016) - القوات الجوية الأمريكية - مشاة البحرية الأمريكية المملكة المتحدة مدعوم من: - الولايات المتحدة - إيطاليا - مشاة البحرية الإيطالية - عناصر من لواء سان ماركو البحري - فرنسا (حتى 2019) - الأمم المتحدة - الاتحاد الأوروبي - قطر - تركيا - السودان - الجزائر | حكومة الإنقاذ الوطني (مقرها طرابلس) - قوة درع ليبيا - لواء الغربية - لواء الوسطى - غرفة عمليات ثوار ليبيا - القوات الجوية الليبية (جزء منها) - الحرس الرئاسي - الحرس الوطني المجموعات المتحالفة: - ميليشيا فجر ليبيا - الإخوان المسلمون - حزب العدالة والبناء - الصحوة (غير واضح) - لواء المرسى - كتيبة شيرخان - الاتحاد من أجل الوطن - كتائب مصراتة - كتيبة ثوار طرابلس - الحزب الديمقراطي - مرتزقة (مزعوم) - ميليشيات أمازيغية مدعوم من: - السودان (2014-2016) - قطر (2014-2016) - تركيا (2014-2016) - أوكرانيا - إيران المجلس الأعلى للثورة (من ديسمبر 2016) | تنظيم الدولة الإسلامية (داعش) (من 2014) - جيش داعش - ولاية برقة - ولاية طرابلس - ولاية فزان [[مجلس شورى ثوار بنغازي\| مجلس شورى ثوار بنغازي]] - أنصار الشريعة (2014–2017) - درع ليبيا 1 (2014–2017) - كتيبة شهداء 17 فبراير (2014–2017) - كتيبة راف الله السحاتي (2014–2017) - جيش المجاهدين - كتيبة شهداء البريقة مجلس شورى مجاهدي درنة (2014–2019) - أنصار الشريعة (درنة) (2014–2019) - كتيبة شهداء أبو سليم (2014–2015) سرايا الدفاع عن بني غازي مجلس شورى ثوار أجدابيا (2015–2016) المجموعات المتحالفة: - كتائب مصراتة - غرفة عمليات ثوار ليبيا - أنصار الشريعة (تونس) - تنظيم القاعدة - القاعدة في بلاد المغرب الإسلامي (مزعوم) (2014–2015) |

الوضع العسكري في الحرب الأهلية الليبية اعتبارًا من 9 أبريل 2019.
تحت سيطرة حكومة مجلس النواب بطبرق والجيش الليبي
تحت سيطرة حكومة الوفاق الوطني وحلفائها
تحت سيطرة حكومة الإنقاذ الوطني
مناطق يسيطر عليها تنظيم الدولة الإسلامية
مناطق تسيطر عليها القوات المحلية